# Kentucky County

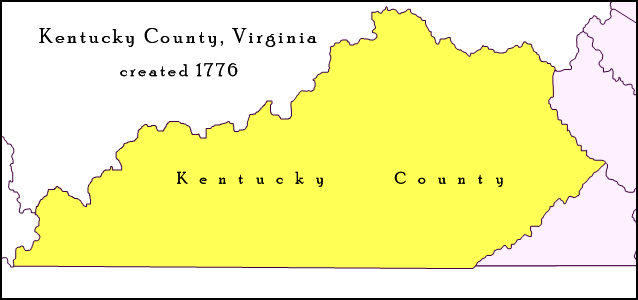
Kentucky County, 1776–1780, wurde von der Virginia General Assembly, der gesetzgebenden Körperschaft in Virginia, gegründet.

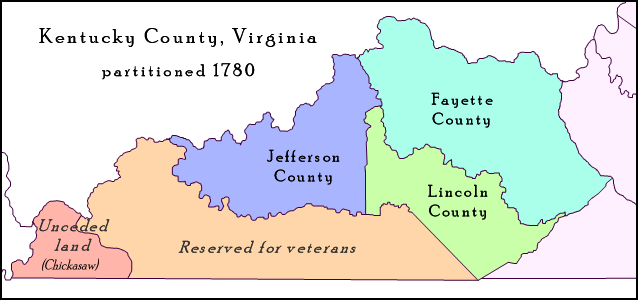
Counties nach Auflösung

Kentucky County oder damals alternative Kentucke County war ein County des Commonwealth of Virginia. Der County wurde am 31. Dezember 1776 aus dem westlichen Teil des Fincastle Country, der jenseits der Cumberland Mountains liegt, gebildet. Der Name wurde vom Kentucky River übernommen, dessen Name von einer Ortsbezeichnung der amerikanischen Ureinwohner abstammt. Während der dreieinhalb Jahre des Bestehens von Kentucky County war sein Regierungssitz Harrodstown (damals auch bekannt als Oldtown, später umbenannt in Harrodsburg). Von 1770 auf 1780 wuchs die Bevölkerung im Gebiet von 15.700 auf 45.000 Einwohner. Die entspricht in etwa einer Verdreifachung.
Der Kentucky wurde am 30. Juni 1780 in die Counties Fayette, Jefferson und Lincoln geteilt. Gemeinsam wurde sie vom Virginia House of Delegates aber weiterhin als Distrikt of Kentucky bezeichnet. Die Counties stellten einige Petitionen an die Legislative von Virginia und den Kontinentalkongress, um ein eigenständiger Bundesstaat zu werden. 1792 wurde das Commonwealth of Kentucky als 15. Staat in die Vereinigten Staaten aufgenommen.

## Milizämter
Nachdem Kentucky County am 6. Dezember 1776 gesetzlich gegründet wurde (gültig ab 1777), wurde die County-Miliz wie folgt organisiert:
- George Rogers Clark (1752–1818) – Brig General Northwestern Frontier 01/1781
- John Bowman – Colonel – County Lieutenant of Kentucky County, Virginia 12/1776 & 11/1779
- Anthony Bledsoe – Lieutenant Colonel
- John Todd – Captain – Virginia
- Benjamin Logan – Captain – Kentucky County, Virginia
- Daniel Boone (1734–1820) – Captain – Boonesborough, Kentucky
- James Harrod (um 1746–nach 1792) – Captain – Harrodsburg, Kentucky